# Biefmorin
Biefmorin – miejscowość i gmina we Francji, w regionie Burgundia-Franche-Comté, w departamencie Jura.
Według danych na rok 1990 gminę zamieszkiwało 59 osób, a gęstość zaludnienia wynosiła 5 osób/km², w 2006 72 osoby, a w 2007 76 osób z gęstością zaludnienia 6.76 osób/km². W 2007 roku znajdowały się tam także 42 budynki mieszkalne.
Obecnie burmistrzem Biefmorin jest Roland Berthelier.
W okolicy znajduje się wiele jezior i stawów, m.in. Étang Chalot, L'Étang Messeret, Étang Rosseta, Étang Venneta, Étang Borniod, czy Étang Neuf. Największymi jeziorami w pobliżu są Étang Grande Truge oraz Étang Bolais.